# Прищова-Гура
Прищова-Гура (пол. Pryszczowa Góra) — село в Польщі, у гміні Нємце Люблінського повіту Люблінського воєводства.
Населення — 135 осіб (2011).

## Демографія
Демографічна структура станом на 31 березня 2011 року:
|          | Загалом | Допрацездатний вік | Працездатний вік | Постпрацездатний вік |
| -------- | ------- | ------------------ | ---------------- | -------------------- |
| Чоловіки | 69      | 15                 | 45               | 9                    |
| Жінки    | 66      | 13                 | 32               | 21                   |
| Разом    | 135     | 28                 | 77               | 30                   |